# Estación de Winterthur
La estación de Winterthur es la principal estación ferroviaria de la comuna suiza de Winterthur, en el Cantón de Zúrich.

## Historia
En 1855 se construyó en Winterthur la primera estación, con un edificio provisional. Cinco años después de la inauguración del edificio provisional, se construyó la estación definitiva. En 1875 se completó su primera expansión, coincidiendo con la apertura del Tösstalbahn y el Nationalbahn. Esta expansión consistió en la dotación de nuevas salas de espera, ampliando el edificio original por sus dos lados. Finalmente, las reformas acaecidas entre los años 1894 - 1896 dejaron a la estación con su aspecto actual, con un edificio de aspecto renacentista, inspirado en el Palacio federal de Suiza.
En 1944 fueron añadidas las actuales vías 8 y 9; y en 1980, las que hoy día son las vías 1 y 2. En 1988 se construyó el aparcamiento que hay sobre los andenes de la estación.

## Vías
La estación tiene una configuración de estación pasante y cuenta con nueve vías, además de dos grandes playas de vías situadas en los dos extremos de la estación para el apartado y estacionamiento de material rodante que no está prestando servicio en ese momento. De las nueve vías que conforman la estación, las vías 1 y 2 son toperas, de las que salen trenes S-Bahn hacia Wil y Tösstal, y el resto, de la 3 a la 9, son pasantes. En las vías 3, 4 y 5 estacionan habitualmente los trenes de larga distancia.

## Situación

Panorámica de los andenes de la estación

Se encuentra ubicada en el oeste del centro del núcleo urbano de Winterthur.
En términos ferroviarios, la estación se sitúa en las siguientes líneas ferroviarias:
- Zúrich - Winterthur
- Wil - Winterthur
- Winterthur - Bülach - Koblenz
- Winterthur - Schaffhausen
- Winterthur - Rüti
- Winterthur - Etzwilen
- Winterthur - Romanshorn.

Sus dependencias ferroviarias colaterales son la estación de Kemptthal hacia Zúrich, la estación de Winterthur Töss en dirección Koblenz, la estación de Hettlingen en dirección Schaffhausen, la estación de Winterthur Grüze hacia Rüti y Wil y la estación de Oberwinterthur en dirección Etzwilen y Romanshorn. La estación de Winterthur es después de Zúrich el principal nudo ferroviario del noreste de Suiza.

## Servicios ferroviarios
El principal operador de trenes en la estación es SBB-CFF-FFS, aunque también  algunas líneas de S-Bahn la operadora THURBO, una filial de SBB-CFF-FFS participada por el Cantón de Turgovia.

### Larga distancia
- EC Zúrich - Zúrich Aeropuerto - Winterthur - San Galo - St. Margrethen - Bregenz - Lindau - Memmingen - Buchloe - Múnich. Hay cuatro servicios diarios por sentido.
- ICN San Galo - Gossau - Wil - Winterthur - Zúrich Aeropuerto - Zúrich - Aarau - Olten - Soleura - Biel/Bienne - Neuchâtel - Yverdon-les-Bains - Lausana/Morges - Nyon - Ginebra-Cornavin - Ginebra-Aeropuerto. Servicios cada hora en cada sentido. Tanto a Ginebra-Cornavin y Ginebra-Aeropuerto como a Lausana, los trenes llegan cada dos horas, ya que aunque en el tramo común San Galo - Yverdon-les-Bains circulan cada hora, a partir de esta última, un tren circula a Lausana, y a la siguiente hora, en vez de continuar hacia Lausana, se dirige a Ginebra-Aeropuerto.
- IC San Galo - Gossau - Flawil - Uzwil - Wil - Winterthur - Zúrich Aeropuerto - Zúrich - Berna - Friburgo - Lausana - Ginebra-Cornavin - Ginebra-Aeropuerto. Servicios cada hora por cada dirección.
- IC Romanshorn - Amriswil - Sulgen - Weinfelden - Frauenfeld - Winterthur - Zúrich Aeropuerto - Zúrich - Berna - Thun - Spiez - Visp - Brig.
- IR Biel/Bienne - Grenchen Süd - Soleura - Oensingen - Olten - Zúrich - Zúrich Aeropuerto - Winterthur - Frauenfeld - Weinfelden - Kreuzlingen - Constanza. Trenes cada hora por dirección.

### S-Bahn
Hasta la estación llegan dos redes de cercanías, en Suiza conocidas como S-Bahn, la red de S-Bahn Zúrich y el servicio THURBO, una red de cercanías, también de las mismas características que cualquier S-Bahn Suizo, del Cantón de Turgovia, que está prestado por el operador homónimo, que es una filial de SBB-CFF-FFS, puesto que este lo participa en un noventa por ciento, siendo el porcentaje restante perteneciente al Cantón de Turgovia.

#### S-Bahn Zúrich
Las siguientes líneas de la red S-Bahn Zúrich, pertenecientes a Zürcher Verkehrsverbund, la autoridad responsable del transporte en el Cantón de Zúrich. Las líneas que tienen números bajos son operadas por los SBB-CFF-FFS, pero las que tienen números altos (A partir de la S26) están operadas por THURBO.
- S 7 Winterthur – Kloten – Zúrich HB – Stadelhofen - Meilen – Rapperswil
- S 8 Weinfelden – Winterthur – Wallisellen – Zúrich HB – Thalwil – Pfäffikon SZ
- S 11 Aarau – Lenzburg – Dietikon – Zúrich HB – Stettbach – Winterthur – Seuzach/Sennhof-Kyburg (– Wila)
- S 12 Brugg – Altstetten – Zúrich HB – Stadelhofen – Winterthur – Schaffhausen/Wil
- S 23 (Zúrich HB – Stadelhofen – Winterthur (– Romanshorn))
- S 24 Thayngen – Schaffhausen/Weinfelden – Winterthur – Zúrich Flughafen – Zúrich HB – Thalwil – Horgen Oberdorf – Zug
- S 26 Winterthur – Bauma – Rüti ZH
- S 29 Winterthur – Seuzach - Stein am Rhein
- S 30 Winterthur – Frauenfeld – Weinfelden (– Romanshorn – Rorschach)
- S 33 Winterthur – Andelfingen – Schaffhausen
- S 35 Winterthur - Elgg – Wil
- S 41 Winterthur – Bülach – Bad Zurzach – Waldshut
- S N1 Winterthur – Zúrich HB – Baden – Lenzburg – Aarau
- S N3 Winterthur – Schaffhausen (– Stein am Rhein)
- S N6 Winterthur – Zürich HB – Würenlos
- S N Winterthur – Romanshorn
- S N Winterthur – Wil SG – St. Gallen (– St. Margrethen)
- S N Winterthur – Bülach